# Ministerium für parlamentarische Angelegenheiten und Medien Osttimors

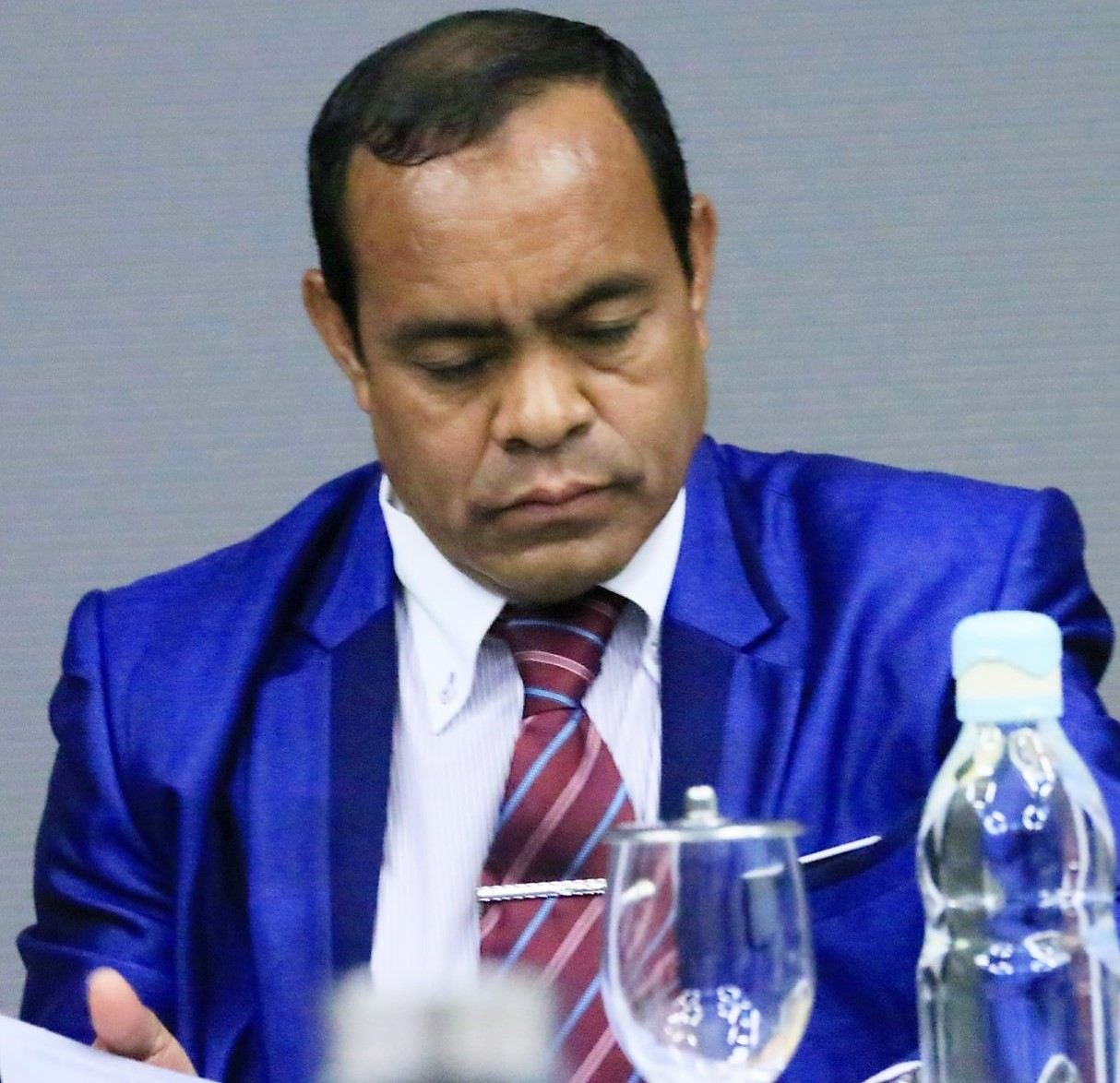
Minister Francisco Martins da Costa Pereira Jerónimo

Das Ministerium für parlamentarische Angelegenheiten und Medien Osttimors (wörtlich: Ministerium für parlamentarische Angelegenheiten und soziale Kommunikation; tetum Asuntus Parlamentares no Komunikasaun Sosiál; portugiesisch Ministério dos Assuntos Parlamentares e Comunicação Social; kurz: MAPCS) ist die osttimoresische Regierungsbehörde, die für die Gestaltung, Umsetzung, Koordinierung und Bewertung der vom Ministerrat festgelegten und genehmigten Politik im Bereich der Medien und parlamentarischen Angelegenheiten verantwortlich ist. Die Leitung obliegt dem Minister für parlamentarische Angelegenheiten und Medien. Amtierender Minister von 2020 bis 2023 war Francisco Martins da Costa Pereira Jerónimo von der FRETILIN.
Das Ministerium wurde im Rahmen der Regierungsumbildung 2020 geschaffen, indem man das Ressort vom Ministerium des Ministerrats Osttimors abtrennte. Mit Antritt der IX. konstitutionelle Regierung Osttimors wurde das Ressort als Vizeministerium wieder dem Minister des Ministerrats unterstellt.

## Aufgaben
Das Ministerium ist zuständig für die Gewährleistung einer regelmäßigen Koordinierung mit dem Nationalparlament, für die Vertretung der Regierung bei Sitzungen der Abgeordneten und in den Plenarsitzungen des Nationalparlaments, wenn der Premierminister oder die zuständigen Minister abwesend oder verhindert sind, für die Politik und Ausarbeitung der erforderlichen Gesetze und Vorschriften im Bereich der Medien, für die Aufsicht über die staatlichen Medien und die Koordinierung der Verbreitung von Informationen über Programme und Maßnahmen der Regierung.

## Organisationsstruktur und untergeordnete Behörden
Der staatliche Rundfunksender Rádio e Televisão de Timor-Leste (RTTL) und die Nachrichtenagentur Tatoli sind dem Minister unterstellt. Dem Minister ist zudem der Staatssekretär für Kommunikation (SECOMS) zur Seite gestellt.